# Группа советских военных специалистов в Ливии
Группа советских военных специалистов в Ливии (араб. مجموعة الخبراء العسكريين السوفييت في القوات المسلحة العربية اليبية‎; до 1977 года — в Ливийской Арабской Республике, затем — в Великой Социалистической Народной Ливийской Арабской Джамахирии, СНЛАД) — сводное воинское формирование Вооружённых Сил СССР, направленное в Ливию по приглашению ливийского правительства и лично лидера национальной революции Муаммара Каддафи, взявшего курс на сближение с СССР. Советские военные советники и специалисты командировались в Ливию в период с 1970 по 1991 годы (последние командированные по линии ВС СССР формально покинули страну в 1992 году)
Первое соглашение о сотрудничестве в военной сфере между Советским Союзом и Ливией было подписано 3 марта 1970 года, во время визита в Москву А. С. Джеллуда — второго лица в ливийском государстве. Ливийские руководители очень опасались военных провокаций со стороны Запада, поэтому через два года А. С. Джеллуд подписал ряд новых соглашений о советско-ливийских военно-технических связях, которые были расширены в 1975 году, в ходе визита в Ливию Председателя Совета Министров СССР А. Н. Косыгина. Начальник Главного штаба ВВС СССР маршал авиации Г. П. Скориков посещал Ливию с официальными визитами почти ежегодно, и благодаря его усилиям, число советских военных специалистов в Ливии возросло до нескольких тысяч человек; в различных городах для них строились жилые кварталы. Спектр задействования советских военных советников в Ливии охватывал практически все сферы военного строительства, начиная от подготовки офицеров общевойскового профиля, авиационных и флотских специальностей, офицеров зенитно-ракетных войск, радиотехнических войск и связи, заканчивая подготовкой офицерского состава частей и подразделений. Одновременно с группой советских военных советников в стране работали военные советники Франции, осуществлявшие сопровождение поставок французских вооружений и обучение военнослужащих ливийской армии боевому применению поставляемой техники.
С начала 1970-х по середину 1980-х годов советские военные специалисты, в том или ином качестве, приняли участие в серии чадско-ливийских, судано-ливийских, египетско-ливийских, ниге́рско-ливийских, ливийско-танзанийских и тунисско-ливийских конфликтов, а также в отражении ряда американских воздушных провокаций, кульминацией которых стал массированный воздушный налёт американской авиации на ливийские города в 1986 году По данным ряда российских ветеранских организаций, с 1973 по 1991 годы в Ливию было командировано около 11 тысяч советских военнослужащих. За выполнение интернационального долга приходилось расплачиваться здоровьем, а порой и жизнью — специалисты работали на пределе возможностей — согласно обнародованным данным, 22 человека погибли и умерли от ран и болезней при выполнении интернационального долга.

## Предпосылки для сотрудничества
1 сентября 1969 года в Ливии произошёл государственный переворот, в результате которого, управление страной перешло к Совету революционного командования во главе с тогда ещё молодым офицером — капитаном Муаммаром Каддафи. С 1969 по 1973 годы в Ливии были закрыты все британские и американские военные базы, национализирована нефтяная промышленность и конфисковано имущество всех евреев и итальянцев, после чего их в принудительном порядке выдворили из страны, параллельно, страной был взят курс на сближение с Советским Союзом и другими странами социалистического лагеря, а также на достижение арабского единства (юнионизм). Как отметил доктор исторических наук А. В. Окороков, поначалу приход к власти Каддафи и его сторонников был воспринят в Кремле с некоторой настороженностью — советских партийных лидеров пугала смесь ислама, социализма и эгомании ливийского лидера. Их настораживали контакты Каддафи с Китаем, где он пытался приобрести атомное оружие. В то же время, современники отмечали антизападные и антисионистские взгляды Каддафи, его жёсткое ведение переговоров с западными нефтяными компаниями и готовность без задержек расплачиваться за поставляемые ему военную технику и боеприпасы. Кроме того, Ливия занимала важное геополитическое и военно-стратегическое положение. По мнению некоторых экспертов, именно последние два фактора стали решающими в ходе принятия советским руководством решения о сближении с Ливией. Первые военные поставки из Советского Союза начались в 1973 году, а со следующего года развернулось полномасштабное сотрудничество. В 1974—1975 годах активные переговоры с Каддафи и его соратниками вёл Председатель Совета Министров СССР А. Н. Косыгин.
Сотрудничество СССР и Ливии далеко не всегда представляло сугубо материальный интерес для СССР — некоторые проекты были заведомо убыточными для советской стороны, которая, сознательно шла на убытки, пытаясь таким образом замкнуть на себе как можно больше сфер народного хозяйства Ливии, с тем, чтобы не допустить укрепления в этих сферах западных компаний.

## Начало сотрудничества
Военная помощь Ливии стала осуществляться с 1973 года. В 1974 году в Москву прибыл ближайший помощник Каддафи — фактически его заместитель — майор Абдул Салам Джаллуд. После его визита последовал ряд крупных военных сделок, которые оцениваются экспертами в $20 млрд.
В 1975 году Военно-воздушные силы Ливии получили 30 советских истребителей МиГ-23, бомбардировщики Ту-22, для эксплуатации и обслуживания которых прибыли советские пилоты и техники — на вооружении Военно‑воздушных сил Ливии состояло 12 типов советской авиационной техники: истребители‑перехватчики МиГ-21 бис, МиГ-23, МиГ-25, истребители‑бомбардировщики Су-22, МиГ-23Б, военно-транспортные самолёты Ан-26, Ил-76, дальние бомбардировщики Ту-22, многоцелевые вертолёты Ми-8, морские многоцелевые вертолёты Ми-14, боевые вертолёты Ми-24. В 1977 году начались поставки в Ливию советских боевых кораблей.
К июлю 1981 года Военно-морской флот Ливии уже включал в себя четыре подводные лодки проекта 641К (до 1983 года в состав каждой подводной лодки проекта 641К ВМФ Ливии находилось до двенадцати советских советников), два морских тральщика проекта 266-М и 12 ракетных катеров проекта 205ЭР. По информации зарубежных информагентств, только в январе 1978 года в ливийских портах было выгружено около 10 тыс. т советского военного снаряжения, в том числе самолёты МиГ-23 и новейшее радиолокационное оборудование, — количество закупаемого страной вооружения было столь велико, что, по словам очевидцев, его даже не успевали распаковывать: советские танки пылились на складах, а истребители так и оставались под брезентом. Вооружение ливийской армии в основе своей было советского производства. В пустыне были спрятаны огромные ангары с запасами всех видов техники на случай войны. Для их эксплуатации просто не хватало специалистов, — всего, в течение 1970-х — 1980-х годов, по некоторым сведениям, Ливией было закуплено около 300 самолётов различных типов, до 4 тыс. танков, 60 ЗРК С-125 «Печора», военно-морская техника и стрелковое оружие. Советская техника была сложной в эксплуатации. В этой связи с 1973 по 1975 годы в Ливию было командировано около пятисот военных советников, специалистов и переводчиков. В 1980-е годы их количество удвоилось. Военно-техническое сотрудничество с Советским Союзом было умело встроено в конкретные государственные программы по индустриализации национального производства и подготовке квалифицированных промышленных кадров. В частности это касается строительства военных объектов и элементов ливийской инфраструктуры. А. А. Громыко, напутствуя перед отъездом в Ливию П. С. Акопова (Чрезвычайный и Полномочный Посол СССР в Ливии в 1986—1991 годах), в частности, обратил внимание на то, что основное направление советско-ливийских отношений на данном этапе — это военно-техническое сотрудничество — Советский Союз был основной опорой Ливии в военной сфере. СССР имел в Ливии как серьёзные экономические, так и военно-стратегические интересы. В Средиземном море постоянно находилась 5-я Средиземноморская эскадра кораблей ВМФ. Советские военные корабли могли в любое время зайти в любой порт Ливии. Это имело огромное значение для ВМФ СССР. Учитывая то обстоятельство, что перед тем, Акопов длительное время работал в Египте, сосредоточив свою деятельность на укреплении Вооружённых сил Египта после разгрома в Третьей арабо-израильской войне (1967), М. Каддафи, считая себя учеником Президента Египта Г. А. Насера, ожидал от Акопова выполнения той же функции, что и во время работы последнего в Египте — на этот раз, по укреплению ливийской армии.
Основополагающим документом по военно-техническому сотрудничеству де-факто был Договор об оказании помощи в освоении поставляемой советской техники, подписанный командующим ПВО Ливии полковником Джумой Аватом Идрисом и начальником 10-го Главного управления Генерального штаба ВС СССР генерал-полковником Г. П. Скориковым. В дальнейшем, Идрис, являвшийся одним из наиболее образованных и грамотных представителей высшего эшелона командного состава ливийской армии, лично встречал и принимал высокопоставленные советские делегации.
| |  |  |  |
| Советский Союз поставлял в Ливию огромное количество новейшей техники, которая ещё даже не поступала на вооружение советских частей, прежде всего самолёты и бронетехнику. Однако ни о каком вмешательстве в подготовку ливийской армии и речи даже не шло: по свидетельству генерал-майора Н. А. Тараненко, ливийцы хотели видеть советских военных специалистов только в виде «приложения» к поставленной им технике |  |  |  |

## Руководство и структура
На протяжении 1970-х годов какое-либо централизованное руководство группами советских военных специалистов с советской стороны отсутствовало. На местах связь с ливийскими командирами и начальниками осуществляли старшие коллективов СВС.
Только в конце 1977 года в Ливии был создан аппарат старшего группы СВС в ВС Ливии, и первым старшим группы СВС в ВС Ливии был назначен генерал-майор Н. А. Тараненко. Описывая свои приготовления к командировке в Ливию, Н. А. Тараненко сообщает, что вся подготовка к поездке заняла менее суток (получение загранпаспорта, сдача партбилета на хранение в ЦК КПСС и получение указаний). Накануне отъезда он имел беседу с заведующим отделом административных органов ЦК КПСС (по совместительству — заведующим военным отделом) генерал-полковником Н. И. Савинкиным, который ввёл его в курс дела. Самый короткий разговор был с начальником 10-го Главного управления Генерального штаба генерал-полковником Г. П. Скориковым: «Имей в виду, если не справишься — это конец твоей карьеры. Ты первый советский генерал, который едет в Ливию, и, надеюсь, не подведёшь». Оба генерала ссылались на то, что основные инструкции даст начальник Генерального штаба генерал армии Н. В. Огарков. Круг задач, был дан Н. В. Огарковым в устном порядке, никаких приказов по этому поводу не отдавалось и письменных документов, фиксирующих это, не было. Тараненко на встрече с НГШ, хотел было записать, что тот будет говорить, но Н. В. Огарков остановил его: «Такое не записывают!». Суть устных указаний сводилась к тому, чтобы:
- принять все возможные меры, чтобы избежать войны между Ливией и Египтом;
- организовать работу советских специалистов по обучению ливийских подразделений;
- обеспечить эффективное освоение ливийскими военнослужащими поставляемой из СССР военной техники.

На прощание Н. В. Огарков сказал: «Вам поручается дело государственной важности. Из этого и исходите в своей работе!». Конкретных указаний, какие именно меры надо было предпринимать для предотвращения войны, не давалось, вместо этого было указано разобраться с ситуацией на месте и действовать в соответствии с обстановкой.
Никаким социализмом, в нашем его понимании, здесь и не пахнет. В стране неограниченная власть Каддафи и его группы. Советской техники навезено множество, но хранится она безобразно. Наши люди — придаток к машинам и только. Вмешиваться в организацию обучения и воспитания ливийской армии они не имеют возможности.
До прибытия генерал-майора Н. А. Тараненко отсутствовала какая-либо координация в работе Группы советских военных специалистов с Посольством СССР в Ливии. Это чётко дал понять прибывшему генералу Посол СССР в Ливии А. В. Анисимов во время их первой встречи: «Нас здесь полностью изолировали. Руководство страны с нами не считается. Чем занимаются здесь ваши военные специалисты — я не знаю». При этом, сотрудники военного атташата, будучи военными людьми в дипломатическом ведомстве, ситуацией владели не лучше: Им разрешали перемещаться только по Триполи в радиусе 10—15 км от посольства и не дальше. Ситуацией по стране в целом, военный атташат владел только в общих чертах, что не удивительно — по указаниям из Москвы, советские дипломаты пытались объяснять ливийским руководителям, как правильно строить социализм. Это вызывало у полковника Каддафи и его окружения только раздражение. По словам Н. А. Тараненко, в Ливии и без того было очень немного энтузиастов укрепления дружбы с СССР. А такое поведение дипломатов играло на руку прямым противникам Советского Союза, которых в руководстве Ливии всегда хватало. Из-за этого, Каддафи даже не принял у советского посла верительных грамот и не приглашал его ни на какие официальные мероприятия, и фактически полностью изолировал от каких-либо контактов с ливийскими госслужащими, хотя основные государственные праздники, такие как День Победы, отмечались на высшем уровне, приглашались представители из посольств соцстран и ливийские военачальники.
| Звание                                                                   | Имя                              | Годы      |
| ------------------------------------------------------------------------ | -------------------------------- | --------- |
| генерал-майор                                                            | Тараненко Николай Алексеевич     | 1977—1979 |
| генерал-лейтенант                                                        | Столяров Николай Александрович   | 1979—1981 |
| генерал-лейтенант                                                        | Полищук Михаил Иванович          | 1981—1984 |
| генерал-лейтенант                                                        | Жданов Василий Владимирович      | 1984—1987 |
| генерал-лейтенант                                                        | Платов                           | 1987—1990 |
| генерал-лейтенант                                                        | Харитонов Владимир Александрович | 1990—1992 |
| Старший Группы российских военных специалистов в Вооружённых силах Ливии |                                  |           |
| генерал-полковник                                                        | Марковский Франц Михайлович      | 1992—1993 |

Создание аппарата старшего Группы советских военных специалистов в Вооружённых силах Ливии, назначение и прибытие в Ливию в 1977 году первого старшего Группы СВС в ранге генерал-майора изменило ситуацию с положением групп СВС в армии и в некоторой степени стало выводить советско-ливийское сотрудничество на новый уровень.
Старшие Группы СВС в Вооружённых силах СНЛАД стали в рабочем порядке, чаще по просьбам ливийского военного руководства, реже по своим просьбам, посещать высший командный состав ливийских ВС для решения неотложных вопросов. Относительно свободно и по нескольку раз в год они, по разрешению Главного командования ВС Ливии, объезжали ключевые гарнизоны, где были сосредоточены основные коллективы СВС. Уже с прибытием второго старшего Группы СВС генерал-лейтенанта Н. А. Столярова (конец 1979 года) ливийское военное руководство выделяет под аппарат СГ СВС капитальное и отлично обустроенное здание в центре города Триполи. Однако советская сторона просит, и просьба удовлетворяется, расположить аппарат в окраинном районе столицы — Тарик-аль-Матар — месте компактного проживания советских специалистов. На двух этажах жилого дома расположились отделы аппарата: руководство, — старший Группы СВС уже имел двух заместителей в звании генерал-майора — заместителя по основной работе («чистого» заместителя) и заместителя по политчасти, — оперативный, финансовый, кадровый и хозяйственный отделы, переводческая референтура и машбюро. Штат каждого отдела состоял из начальника (как правило, в звании полковника) и двух-трёх офицеров (в звании от майора до полковника). Имелся достаточный штат советских водителей с парком автотранспорта. При заместителе по политической части были секретарь профсоюзной организации (во всех советских загранучреждениях партийные организации именовались «профсоюзными») и лектор-пропагандист. Оба в звании полковника. Весь персонал аппарата формировался за счёт советской стороны.
Всё руководство аппарата по согласованию с военными властями в течение года выезжало по гарнизонам, где работали коллективы СВС, с целью доведения требований советского руководства по вопросам военно-технического сотрудничества с ливийской стороной, проведения партийно-политических мероприятий, оценки работы коллективов, общественной атмосферы в них, для доставки почты, советской прессы, кинофильмов. Даже очень удалённые гарнизоны охватывались этой работой.
Слово «советник» ливийцы не воспринимали вообще — они категорически противились тому, чтобы кто-либо из иностранцев претендовал на некие командные или консультативные функции в их стране — подразумевалось, что в советах они не нуждаются. Поэтому установка на взаимодействие с прибывшими советскими офицерами была приблизительно следующей: «Мы вас нанимаем для выполнения определённой работы. Работайте! Мы вам за это деньги платим. И деньги немалые. А с советами не лезьте. Сами разберёмся. Когда посчитаем нужным, спросим». Аппарат Главного военного советника ливийцы также не признавали, несмотря на то, что его размещению в Ливии предшествовала договорённость на самом высоком уровне. После победы Войск ПВО Ливии — читай, советских зенитчиков — над ВВС АРЕ, Каддафи обратил свой взор на советских гостей и предоставил им возможность делать порученное дело без ненужных помех, сказав генерал-майору Тараненко, что доверяет ему и министру обороны Джаберу свою армию. И что они двое должны сделать её самой сильной на континенте. Кардинально же отношение к аппарату Главного военного советника начало меняться после официального визита Каддафи в Москву в 1981 году. Тому, естественно, способствовала работа военных специалистов, их высокий профессионализм, — следует сказать, что Каддафи не терпел непрофессионализма, слабохарактерности, трусости и осторожности, — и, как убеждён российский арабист О. Н. Попенков, в немалой степени, открытость и радушие советских людей. Однажды, в разговоре с Н. А. Тараненко Каддафи поведал ему: «Генерал, я вижу Вы справедливый человек и приехали помочь нам создать армию, обучить наших специалистов. А советский посол прибыл строить социализм, но ваш социализм нам не подходит. Передайте ему эту книгу [он протянул свою работу „Преобразование мира в интересах народов“ в зелёной обложке]. Пусть он знает, что такое мой социализм!».
В этих условиях, в силу специфики работы с местной стороной, от старшего коллектива советских специалистов прикомандированного к той или иной воинской части/соединению, роду войск, виду вооружённых сил, или же старшего всей Группы СВС, требовалось быть не просто высококвалифицированным военным, а ещё искусным дипломатом и знатоком местного менталитета (не последнюю роль играла и готовность советского командира отстаивать насущные интересы своих подчинённых, при отсутствии которой, последних ожидала тяжкая служба). Так как, ни вторым, ни третьим, прибывшие офицеры похвастать не могли, им было необходимо полагаться на опытных переводчиков-арабистов, в особенности на тех, кто имел солидный стаж работы в арабских странах. Порой, круг полезных знакомств опытных, неоднократно бывавших за рубежом переводчиков, в силу их прекрасного владения языком, знания обычаев и устоев местного населения был гораздо шире, чем круг общения любого старшего группы. От последнего, в данной ситуации, требовалось, в первую очередь, чёткое понимание того, что в этой стране нормативно-правовой подход к организации службы не просто безрезультатен, а более того — контрпродуктивен (в стране, где писанными нормами никогда ничего не регулировалось, было бесполезно ожидать неукоснительного соблюдения уставов и регламентов); и, во вторую очередь, готовность положиться на знания и коммуникативные навыки своего переводчика. Генерал-майор Н. А. Тараненко, на собственном примере показывает, что искать личной встречи с Каддафи было делом и бесперспективным, и бессмысленным одновременно — когда Каддафи считал это необходимым, он сам находил советских военных, где бы те не находились, а все проблемные вопросы можно было гораздо проще и быстрее решить «окольным» путём, через кого-либо из многочисленной родни и друзей Каддафи в высшем военно-политическом руководстве Ливии, не отвлекая революционного лидера от державных дел. Так, после того, как о пребывании Тараненко в Ливии было доложено командующему Войск ПВО Ливии генералу Дж. А. Идрису, в службе Тараненко, который до этого не имел ни оборудованного рабочего места, ни места проживания, и жил то у одного, то у другого своего подчинённого и, самое главное — с которым перед этим никто не консультировался — многое изменилось: «Тут же мне предоставляют машину, место в лучшей гостинице и приглашают на центральный командный пункт ПВО. Входим в зал, на планшете высвечивают сложившуюся на тот момент боевую обстановку и говорят: „Просим вас принять меры по отражению воздушного удара Египта по военной базе в Тобруке. Он ожидается завтра в 10:00“».

## Специфика службы

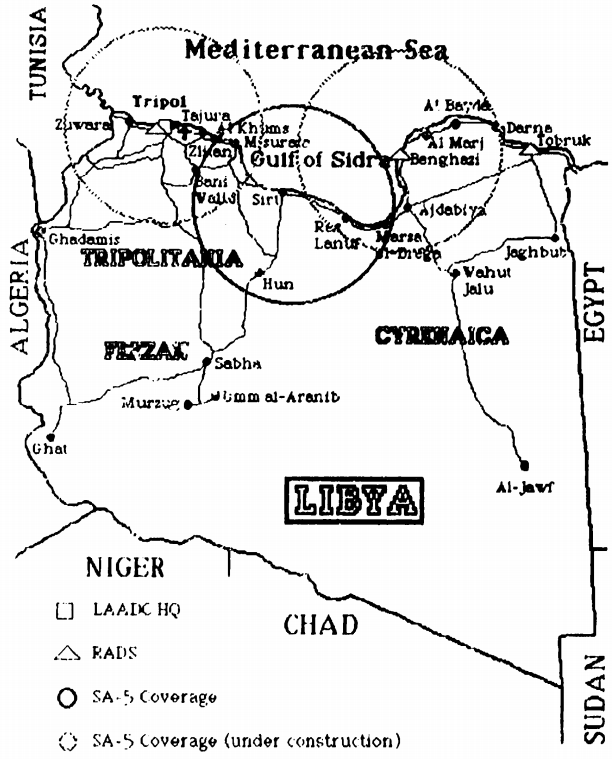
Система противовоздушной обороны Ливии была построена, в первую очередь, с учётом уязвимости населённых пунктов и объектов, находящихся в прибрежной зоне к ударам с моря — приоритетным участком системы ПВО являлись приморские районы на севере страны

В отличие от некоторых других арабских стран, где советские военные концентрировались в местах сосредоточения органов управления войсками, — то есть в столице и крупных городах, — в Ливии они распределялись небольшими коллективами по периферии и, таким образом, были рассредоточены по всей территории страны, зачастую даже не имели связи с посольством. К 1977 году в стране находилось около трёхсот пятидесяти советских военных специалистов.
Кроме советских специалистов в стране работали военнослужащие из стран Организации Североатлантического договора (НАТО): французы, итальянцы, американцы (примерно такая же ситуация, с преобладанием западных специалистов, была в Йеменской Арабской Республике); военнослужащие из стран Организации Варшавского договора (ОВД): поляки, чехи, румыны; и из других военно-политических блоков либо нейтральных государств: югославы, пакистанцы, сирийцы, корейцы (из КНДР). В военных специалистах ливийское руководство хотело видеть людей, помогающих овладеть импортируемой военной техникой и не более того. Причём, как отмечает генерал-майор Н. А. Тараненко, в негласной иерархии военно-советнического аппарата Ливии, пакистанский и югославский главные военные советники при Министре обороны СНЛАД, стояли, как минимум, ступенью выше советского, который официально даже не имел статуса советника министра обороны, — достаточно будет упомянуть, что генерал-майора Тараненко — первого советского генерала, прибывшего на ливийскую землю в качестве старшего Группы советских военных специалистов, никто даже не встречал (Генштаб ВС СССР не успел поставить в известность МИД СССР и советское посольство в Триполи о приезде нового ГВС), более того, как выяснилось впоследствии, никто из ливийского военно-политического руководства даже не был толком оповещён о его прибытии. Как поясняет О. Н. Попенков, многие ливийские руководители, в том числе и в Вооружённых силах, искренне полагали, что в лице военных советников и специалистов Джамахирия приобрела себе за деньги профессионалов, которые теперь работают на благо ливийской революции. А что такое аппарат Главного военного советника, и самое главное — зачем он нужен — до этого им дела не было и зачастую попросту даже не доходило, и Каддафи, со своей стороны, лишь поощрял такое «укрепление» сотрудничества. А так как приказать ливийцам что-либо было невозможно, то в работе, советским офицерам помогала лишь опора на проверенный опытом принцип воспитания подопечных: «Делай, как я!».
Подготовительные мероприятия и перелёт
Как сообщает В. И. Шлямов, с их группой в течение недели офицерами Генерального штаба ВС СССР проводился курс занятий по специальной и технической подготовке, основам арабского языка. Готовящиеся к командировке были проинструктировали по обычаям и поведению с населением. Особенно их учили грамотно строить отношения и проводить занятия с ливийскими офицерами. Перелёт в Ливию осуществлялся на самолётах Ливийской арабской авиакомпании (LAA) и «Аэрофлота».
Установление доверительных отношений с ливийской стороной
По условиям сотрудничества (точнее, по настоянию Каддафи) ливийцы не изучали основы марксизма-ленинизма, хотя наиболее рьяные политработники ВС СССР на местах пытались проводить агитационно-пропагандистскую и партийно-политическую работу через так называемый общеобразовательный курс «Советский Союз». Инструкторы политотделов, начинали свои выступления практически одинаково: «Товарищи! Всемирно-исторические решения пленума коммунистической партии открывают новые, невиданные…» Договорить они, как правило, не успевали, потому как аудитория пустела ещё до того, как вслед уходящим донесётся концовка переводимой фразы. Как отметил А. В. Фролов, идеологические противоположности возникли сразу же. В программах подготовки был прописан предмет: марксистско-ленинская подготовка. К Фролову, как к переводчику, обратились офицеры-ливийцы и сказали, что они против идеологии и не будут её слушать. При этом советское посольство категорически настаивало на необходимости прочтения курса. Офицеры вышли из ситуации, став читать страноведение, на котором попросту рассказывали о жизни в СССР без каких-либо идеологических наставлений — ливийцам это понравилось. Они с удовольствием слушали новый предмет, задавая вопросы, но, не без казусов. Когда ливийцам рассказали о победе СССР над Германией в Великой Отечественной войне, один из них подошёл к лектору после занятий и сказал: «Искандер, всё это так, а вот Ливия во Второй мировой войне победила Италию» — в этой стране, заключает Фролов, идеи «ливиецентризма» были широко распространены, они обосновывались лидером ливийской революции, которого в ливийских СМИ именовали не иначе как «брат полковник».
В целом, прибывших военных ждала встреча с благополучной, богатой и экзотической страной. Некоторые впервые увидели там французские и японские машины. В супермаркетах — изобилие продуктов. В СССР все везли японские музыкальные центры, магнитофоны и телевизоры. За их собственной политической грамотностью, здесь, как и в Советском Союзе, следили политработники, которые каждую неделю проводили политинформации. С опозданием на месяц приходили советские газеты, вело свои трансляции радио «Маяк».
Ливийская военная среда
Генерал-майор В. Харитенко, возглавлявший группу авиационных специалистов в Ливии отмечает, что к армии и военнослужащим в Ливии было особенно трепетное отношение. Снабжение и обеспечение армии осуществлялось по высшему разряду: Форма, снаряжение, питание были предметом зависти многих армий. Рядовой ливийский солдат получал минимум 230 динар в месяц, что было большими деньгами — Главный военный советник (в генеральском чине) получал 70 динар. Сержантов ежедневно привозили на службу и отвозили по домам по окончании рабочего дня на служебных машинах. Ливийские офицеры жили на положении привилегированного класса даже в сравнении с офицерским корпусом в других арабских странах. В Вооружённых силах служили и ливийские женщины, для их подготовки открыли специальное училище. В разговорах с советскими специалистами ливийские офицеры, не бывавшие в СССР, не могли понять, как советский офицер, имея жилплощадь, ещё и вносит за неё «какую-то плату», само словосочетание «квартплата» было для них не понятно в принципе. Издержки перевода здесь были ни при чём — само понятие «квартирной платы» не воспринималось ими как таковое, в силу того, что они жили полностью за государственный счёт: сама служба, тыловое обеспечение, медицинское обслуживание, проживание и предоставляемые удобства, — всё это было бесплатным. Плата за электро- и водоснабжение также не взималась. Оплачивался только газ. Да и то, только лишь потому, что продавался он в баллонах
Тем не менее, были серьёзные проблемы с мобилизацией. Избалованный сытой жизнью и полным отсутствием проблем народ воевать не хотел. В армию людей набирали в принудительном порядке. Облавы на новобранцев устраивали в самых неожиданных местах. Их грузили в грузовики и отправляли на фронт, откуда они при первой же возможности разбегались — пытаться их остановить было бесполезно и даже опасно. Как отмечает генерал-майор В. Харитенко, сам ставший свидетелем тотального бегства ливийских воинов, ливийская армия продемонстрировала неспособность активно вести продолжительные военные действия.
Командование Войск ПВО СНЛАД явно недооценивало важность вопросов организации управления, взаимодействия и тылового обеспечения. При этом весьма переоценивалась роль оружия и боевой техники в ущерб тактическому, организационному и человеческому факторам; низким был уровень профессиональной подготовки командиров всех степеней в группировках ЗРВ. Ливийские военнослужащие не отличались высокой морально-психологической подготовкой: участие в реальных боях обнаруживало их растерянность, неуправляемость, излишние упования на «волю Аллаха» и его помощь «истинным мусульманам», каковыми считают себя ливийцы. По свидетельству В. Шлямова, в случае неудач традиционно было принято во всём винить советское вооружение, которое «не туда стреляло». Даже сам Каддафи, в силу своей впечатлительности, иногда шёл на поводу у этих суеверий, впрочем, его не трудно было переубедить.
Ливийцы сами по себе были очень специфичны в общении, делая всё в секрете от советских специалистов, равно как и от всех работающих на них иностранцев. Ливийский офицерский корпус никогда не делился своими планами и никогда не спрашивал никаких советов. От прибывших специалистов требовалось: обучение эксплуатации и боевому применению разного рода военной техники, и поддержание этой техники в рабочем состоянии (так как сами ливийцы считали это ниже своего достоинства). Выходить за рамки этого сотрудничества было чревато последствиями. «Советской техники привезено множество, но хранится она безобразно, — жаловался шифровкой в Москву в 1977 году генерал-майор Н. А. Тараненко, — наши люди — придаток к машинам и только. Вмешиваться в организацию обучения и воспитания ливийской армии они не имеют возможности».
Воинская дисциплина не являлась одной из сильных сторон ВС СНЛАД. Даже высшее военно-политическое руководство показывало в этом плане не самый лучший пример: по обыкновению, точного времени приезда Каддафи не знал никто. В целях безопасности он никогда не появлялся на мероприятиях в указанное время и всегда приезжал позже. Обычно он задерживался не менее чем на два часа.
Военная доктрина и вопросы строительства национальных вооружённых сил
Курс внешней политики М. Каддафи, направленный на укрепление отношений со странами НАТО, в первую очередь — Великобританией и Францией, находил своё выражение и в вопросах подхода к строительству Вооружённых сил СНЛАД — в Ливии на постоянной основе находились не только советские военные специалисты, но и квалифицированные специалисты из других, капиталистических стран. Впоследствии, как показало дальнейшее развитие событий, подобного рода диверсификация курса на военное строительство была «бомбой замедленного действия», которую Каддафи сам же установил и привёл механизм в действие — введение международных санкций самым негативным образом сказалось на боеспособности и боеготовности Вооружённых сил СНЛАД: Работавшие на постоянной основе в стране профессиональные военные-иностранцы были ценнейшим источником разведывательной информации для армий своих стран, от них черпалась актуальная информация о структуре, тактике и вооружениях ВС СНЛАД, расположении стратегически важных военных и гражданских объектов Ливии, режиме их охраны и т. д. Одновременно с отъездом иностранных советников и специалистов (которые хоть и работали в стране по контрактам, но при этом являлись военнослужащими тех стран, которые объявили санкции в отношении Ливии), прекратились поставки новой техники и запчастей к уже поставленной, и как следствие, осложнились проблемы с ремонтом и эксплуатацией техники и вооружения.
В результате, в прямом столкновении в ходе иностранной интервенции в Ливии в 2011 году, Вооружённые силы Ливии были не способны выставить готовую к бою технику против технического арсенала коалиционных сил.
Военная организации Ливии, как государства
ВС СНЛАД не были построены по советскому образцу, кроме разве что Военно-воздушных сил и Войск противовоздушной обороны, которые являлись частью Сухопутных войск. При этом, копирование структур ПВО и ВВС было скорее вынужденным (не было альтернативы), нежели осознанным, продуманным выбором. Как отмечают военные обозреватели В. Воронов и А. Артемьев, Каддафи, с целью консолидации власти под своим единоличным началом, сделал ставку на ряд параллельных, не сопряжённых друг с другом военных систем, контролировать которые, кроме него самого, в Ливии больше не мог никто. Таким образом, ливийская армия принципиально отличалась не только от советской и современной российской, но и практически всех арабских, — так, если командная структура Вооружённых сил Ирака под руководством Саддама Хусейна формировалась по конфессиональному принципу (ислам суннитского толка), то Муаммар Каддафи строил все свои силовые структуры по родоплеменному (берберское племя аль-каддафа). К началу 1980-х годов в ливийской армии, в отличие от армий подавляющего большинства стран мира, был количественно очень малый высший офицерский корпус — один генерал и около двух десятков полковников, включая самого Каддафи, который от генеральского звания публично и категорически отказался, и заявил, что умрёт полковником (впоследствии так и вышло). Почти все старшие офицеры приходились Каддафи друзьями и родственниками.
Кадровая политика
Племенные связи определяли всё, как в гражданских структурах, так и в военных: из представителей наиболее лояльных племён формировались командные кадры, из них же набирался и костяк ключевых воинских формирований. Это напрямую отражалось на структуре Вооружённых сил СНЛАД: фактически, было несколько систем противовоздушной обороны страны, сил специального назначения и других компонентов вооружённых сил, дублирующих друг друга. Так, кроме армии существовала Народная милиция, туда же формально входили подчинённая лично Каддафи Революционная гвардия и так называемый Исламский панафриканский легион. Суть такой военной организации заключалась в том, чтобы пресечь концентрацию управления всем военным аппаратом в руках одного военачальника — чтобы ни у кого не возник соблазн совершить повторный военный переворот (Каддафи сам пришёл к власти в результате военного переворота). Распределение сил и командных постов (в том числе, с учётом племенного фактора) было таково, что военачальники априори были настолько враждебны друг другу и антагонистичны, что в принципе не могли сговориться друг с другом тайком от Каддафи (для советских военных не было секретом, что в армии, помимо офицеров, которые поддерживают Каддафи, есть и такие, кто совершенно открыто и не таясь искал контактов с Западом — Каддафи никого из них не наказывал, поэтому такие случаи были не редкость). В первые недели после ливийского переворота 2011 года эта кадровая политика Каддафи принесла свои плоды. Хотя часть войск и перешла на сторону восставших — оппозиционного переходного национального совета — но явно без командного состава, и полковнику удалось скоординировать сохранившие преданность ему силы и развить наступление на повстанцев и наёмников. Однако, как справедливо заметили В. Воронов и А. Артемьев, что хорошо для подавления мятежей, далеко не всегда пригодно для отражения внешней агрессии — поэтому меры, принесшие положительный результат на первых порах, в дальнейшем, после начала коалиционного вторжения в Ливию, привели к прямо противоположному результату — разобщённость высшего военно-политического руководства, неспособность действовать сообща, индивидуализм военачальников и претензии на высшие руководящие посты в стране, личные конфликты друг с другом, привели к полному разгрому правительственных войск, свержению правящего режима и оккупации страны.
Уровень подготовки личного состава
Ливийская регулярная армия комплектовалась по смешанному принципу — основную часть Вооружённых сил Ливии, всю гвардию и Панафриканский легион составляли люди, завербованные на добровольных началах, другая половина этих структур формировалась по призыву. Одной из главных слабостей ВС СНЛАД было низкое качество подготовки как офицерского корпуса, так и рядового и сержантского состава. Но так как Каддафи строго запрещал советским специалистам, вмешиваться в процесс боевой подготовки его войск, то в течение почти 15 лет советские специалисты интенсивно обучали ливийских военных лишь боевому применению техники (на большее Каддафи не соглашался). Собственно, и обучать было не кого — у личного состава и части командиров не было даже необходимой начальной базы знаний — генерал-майор Н. А. Тараненко вспоминал, что тогда до 80 % ливийских солдат были неграмотны.
Как отмечает А. В. Фролов, его, поразило, что ливийские вооружённые силы комплектуются шестнадцати- и даже пятнадцатилетними подростками. Уровень грамотности личного состава оставлял желать лучшего, поэтому объяснять что-либо можно было только на наглядных примерах. Но, в то же время, были и очень грамотные офицеры, окончившие за государственный счёт престижные учебные заведения на Западе. Ввиду того, что в Ливии фактически не было военных учебных заведений для подготовки офицеров среднего и высшего командного звена, практически весь старший командный состав (от майора и выше) прошёл подготовку в советских (до 1991 года, затем российских: с 2004 по 2011 годы) военных академиях.
Вооружения и боевая техника
На вооружении ВВС Ливии по настоящее время состоит довольно разнообразная боевая техника, произведённая в Советском Союзе, Чехословакии, Югославии, Китае, Франции, Италии, Бразилии, Швеции, Соединённых Штатах, Западной Германии. Помимо советских зенитно-ракетных комплексов и радиолокационных станций покупались французские, немецкие, шведские. Корабли для ВМФ Ливии делали как в Советском Союзе, так и в Италии, Франции, Югославии. Разнообразие вооружения решало для Каддафи проблему диверсификации источников его поступления: он не хотел оказаться «на крючке» у одного поставщика. За валюту он покупал вооружение советского образца как у стран организации Варшавского договора (СССР, ЧССР, ПНР, ВНР), так и в КНР, КНДР, СФРЮ, а также у других арабских стран, например САР, ранее поставленное туда из стран советского блока. Такие закупки обусловливались тем, что даже военно-промышленный комплекс СССР был не в состоянии удовлетворить все пожелания Каддафи — как количественно, так и по ассортименту. К тому же советский бюрократический аппарат по скорости исполнения заказа значительно уступал всем прочим. Пока в Кремле думали и совещались, югославы и чехи уже поставляли. Неоднократно начальники главных управлений главного командования Вооружённых сил Ливии с укоризной высказывали советским ответственным руководителям о том, что, если выбирать между военно-техническим сотрудничеством с западноевропейскими фирмами и аналогичными советскими структурами, то они за сотрудничество с советской стороной. Вот только им было непонятно, почему имущество по заявке, сделанной в 9-й пятилетке (1971—1975), они должны получать в 10-й пятилетке (1976—1980), и что любая западная фирма поставит такое же имущество через две — три недели после оформления заявки. При этом сроки по пятилеткам рассчитывались не ливийцами (сами они о советских пятилетних экономических планах ничего не знали), а со слов советских высокопоставленных военных, которые любили подчеркнуть плановость советской экономики, порождавшую неповоротливость советской системы военно-технического сотрудничества в вопросах, которые должны были решаться более оперативно. Наконец, у СФРЮ или ЧССР можно было заказать то, чего в СССР не выпускали, например некоторые модели учебно-тренировочных самолётов или лёгкую бронетехнику, более подходящую ливийцам — для применения в условиях пустыни.
Номенклатура самолётов и вертолётов, имевшихся в авиапарке ВВС Ливии
На вооружении Военно-воздушных сил СНЛАД состояло 12 типов советской авиационной техники. Истребители-перехватчики МиГ-21 бис, МиГ-23, МиГ-25, истребители-бомбардировщики Су-22, МиГ-23Б, военно-транспортные самолёты Ан-26, Ил-76, дальние бомбардировщики Ту-22, многоцелевые вертолёты Ми-8, морские многоцелевые вертолёты берегового базирования Ми-14, боевые вертолёты Ми-24. Вслед за техникой в Ливию направлялись советские пилоты, авиационные инженеры и техники для её эксплуатации и обслуживания. Однако помимо авиации советского производства, ВВС СНЛАД имели в своём авиационном парке купленные в СФРЮ лёгкие штурмовики и самолёты-разведчики СОКО J-1E. Кроме того, Белград поставлял Триполи учебно-боевые самолёты СОКО Г-2. США, до определённого момента, продавали Каддафи военно-транспортные самолёты Lockheed C-130 Hercules и легкомоторные самолёты общего назначения Raytheon King Air B200C, а также истребители-бомбардировщики ВВС США Republic F-105 Thunderchief. В плане эргономики советские МиГи заметно уступали американским аналогам. Однако к концу 1970-х годов от полётов на американских истребителях ливийцы уже отказались. На тот момент отношения между Каддафи и США были безнадежно испорчены, в связи с чем, поставки запасных частей и комплектующих к ранее поставленной американцами технике были также прекращены. Во избежание подобных ситуаций и чтобы не зависеть от одного поставщика, ливийцы стали осуществлять закупки авиационной техники и оборудования у различных стран.
Во Франции ливийские ВВС в большом количестве закупали истребители Dassault Mirage различных модификаций, а также многоцелевые вертолёты Aerospatiale SA.316B Alouette III.
В Чехословакии они приобретали учебно-боевые самолёты Aero Vodochody L-39Z0 Albatros. В Италии — учебно-тренировочные самолёты SIAI-Marchetti SF.260.
Основные гарнизоны, в которых несли службу военные специалисты по линии ВВС СССР
Военно-воздушные силы СНЛАД размещались на авиабазах Майтига близ Триполи, а также в Себхе, Гате, Бенгази, Эль-Адеме, Мисурате, Сирте, Гадамесе, Аль-Байде, Тобруке, Дерне, Куффе, Бомбе, Узу, — там и проходили службу советские военные специалисты по линии ВВС СССР.
Эксплуатация и обслуживание боевой техники
По меркам местных подходов, ливийские военные были в целом подготовленными специалистами, способными управлять советской техникой. Конечно, они многому научились у СВС, возможно, что-то приемлемое для себя брали и внедряли в повседневную деятельность, но в полной мере требований советской стороны не выполняли. Имела место большая текучесть специалистов всех уровней. В результате такого отношения к боевой подготовке со стороны командиров и начальников на местах и отсутствия внимания высшего военного руководства по созданию и сохранению кадрового резерва, когда в 1992 году после введения санкций ООН советские военные специалисты формально были выведены с территории Ливии, например, большая часть вертолётной авиации советского производства, среди которых были ударные вертолёты Ми-35 остались без экипажей. И в дальнейшем их эксплуатировали экипажи, сформированные из граждан России, Украины и Белоруссии.
Организация службы

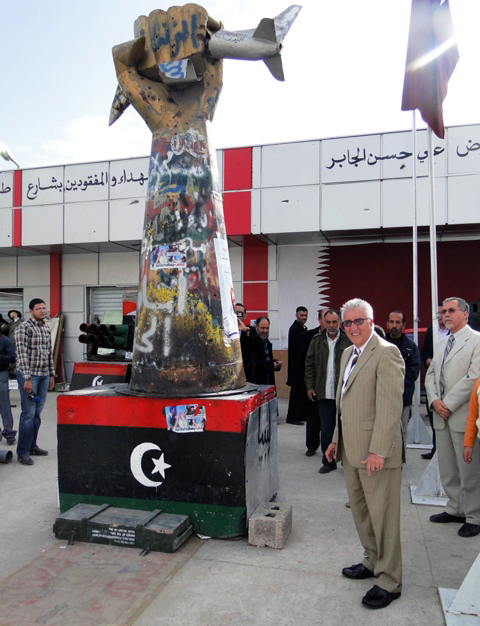
Памятник победы ПВО над американской авиацией в Мисурате

Основную часть самолётов истребительно-штурмовой авиации Каддафи также пилотировали лётчики из бывшего СССР: в Ливии просто не было такого количества пилотов, которые способны поднять в воздух советские МиГ-23 и МиГ-25. "Практически всеми транспортными самолётами управляют экипажи, набранные из граждан бывшего СССР — в Ливии просто нет пилотов, способных летать на Ил-76 или самолётах «Ан», — сообщил один из лётчиков, который участвовал в перевозке грузов в Ливию до начала войны 2011 года. Кроме них, самолёты различных модификаций пилотировали северокорейские, сирийские, пакистанские, палестинские и даже американские (!) лётчики, по найму. Ливийские военнослужащие обучались по всему миру: в СССР, Франции, Югославии, Греции, Пакистане, Германии и Швейцарии, однако, их квалификация оставляла желать лучшего. Из-за сравнительно высокого уровня жизни в Ливии, военнослужащие жили не на казарменном положении, а на собственных квартирах, приезжая на службу и уезжая с неё на своих автомобилях, то есть ночью армии, как таковой, фактически не было (поэтому, круглосуточное дежурство на боевых постах, за пультами систем ПВО несли посменно советские военные). Аналогичным образом было организовано питание личного состава — никак. Питались солдаты тоже сами, что, впрочем, с лихвой компенсировалось их высокими окладами. Ливийские офицеры не занимались и не хотели заниматься обучением солдат, передоверяя это сержантам. Соответственно, как и в армиях других арабских стран, в ходу были широко распространены телесные наказания: за любую провинность солдат нещадно избивали дубинками. Практиковались и расстрелы на месте. Аналогичным образом поступали и с пленными. По свидетельству Н. Тараненко, в ливийской армии было не принято брать пленных — их убивали на месте, но своих убитых и раненых с поля боя тоже не забирали — о какой-либо взаимовыручке и создании сплочённого воинского коллектива речь никогда не шла.
Советские авиационные специалисты были отнюдь не единственными, кто занимался подготовкой ливийских национальных кадров — лётного состава и обслуживанием поставленной авиационной техники. Ливийцы собрали для этих целей наиболее квалифицированных специалистов практически со всего мира, как и лучшие мировые образцы военной авиационной техники. ВВС СНЛАД «ставили на крыло» инструкторы из Чехословакии, Сирии, Пакистана, Египта, Франции, Италии и других стран. Кроме того, в небе над Ливией постоянно несли боевое дежурство сирийские лётчики с опытом воздушных боёв, приобретённых в ходе арабо-израильских войн, которые также занимались обучением ливийских пилотов. Согласно программе обучения, в небо для проведения свободного учебного воздушного боя на предельно малой высоте на спарках взлетали воспитанники, одновременно, и сирийского, и советского инструкторов, что не практиковалось в СССР. Инструкторы летели вместе со своими учениками. Но управление самолётами передалось ливийским пилотам. Они-то и вели учебный бой. В ходе обучения ливийских пилотов лётному делу, периодически происходили нештатные ситуации, имели место случаи гибели обучаемых и их советских инструкторов. Советские военные советники по линии ВВС СССР неоднократно поднимали вопрос, что нельзя смешивать на одной авиабазе подготовку молодых ливийских лётчиков инструкторами из разных стран, поскольку школа и подход к пилотированию были абсолютно разными. Однако большинство командного состава ВВС СНЛАД, равно как и командующие ВВС, в своём большинстве, были воспитанниками западной авиационной школы и придерживались несколько иных взглядов на вопросы обучения и подготовки лётного состава.
Подготовка авиационных специалистов, как и всех других специальностей, по которым велось обучение национальных кадров для Вооружённых сил СНЛАД, осложнялась наличием большого количества минных заграждений. В Ливии имелись многочисленные минные поля, оставшиеся со времён Второй мировой войны, когда минные заграждения активно устанавливались и 8-й британской армией, и противостоящими ей силами стран Оси — Группы армий «Африка», включавшей в себя итальянские и немецкие военные соединения. Проблема мин и невзорвавшихся боеприпасов в ливийских пустынях, принципиально никем не решалась в системном порядке. Даже вопрос учёта минных полей и нанесения мест их расположения на карты и схемы местности, обозначения их границ и опасного периметра, во избежание подрыва гражданского населения и военнослужащих, никем из ливийского руководства не ставился.
Боевое взаимодействие
Ввиду того, что Ливия, с приходом к власти национально-ориентированного режима, оказалась во враждебном окружении проамериканских сателлитов, не редкостью были пограничные военные столкновения, в которых также участвовали советские военные. На примере египетско-ливийской войны 1977 года можно продемонстрировать уровень взаимодействия между местными военными и приезжими специалистами: как только появились сведения о готовящемся египетском авиаударе, генерал-майор Н. А. Тараненко отдал приказ привести в боевую готовность все средства ПВО. Но, зная о том, что боевое дежурство несут советские военные, Тараненко строго-настрого приказал им наводить ракеты самим, но кнопку пуска давать нажимать ливийцам: «Не хочет — хватай его за руку и подводи палец к нужной кнопке». На следующий день египетские самолёты попытались атаковать Тобрук со стороны Средиземного моря: в результате, меньше чем за час было сбито 37 египетских самолётов, в плен попало девять лётчиков, среди которых один бригадный генерал. Египтяне были в шоке и ни о каком наземном наступлении, которое планировалось вслед за ударом с воздуха, в Каире больше никто не думал. Когда Тараненко доложил об успешном отражении налёта в Москву, ему не поверили. А когда он отправил в Генеральный штаб фотографии сбитых египетских самолётов и пленных лётчиков, в ответ пришёл приказ забыть об этой войне, нигде и никогда не упоминать об участии в ней советских специалистов.
Анализ боевого опыта и отношение к боевой подготовке в целом
Советские военные, занимавшиеся подготовкой ливийских военнослужащих в самой Ливии, отмечали, что ливийцы не очень хорошо осваивали как советское вооружение, так и военное дело. Но проблема заключалась не только в этом. ВС СНЛАД участвовали во множестве вооружённых конфликтов на Африканском континенте, — главным образом, это были приграничные столкновения и войны с окружавшими Ливию странами, державшими явно выраженный проамериканский курс, — однако боевой опыт принципиально никем не анализировался и полезных выводов из предыдущих событий никто не извлекал, поскольку ливийских руководителей, по словам советских военных, командированных в Ливию, реальная боеготовность собственных войск волновала меньше, чем праздники и сопутствующие им пышные военные парады и прочий околовоенный церемониал с непременным приглашением иностранных делегаций. Даже даты начала военных операций подгонялись под национальные праздники — так, Каддафи приказал освободить захваченный британцами приграничный город на чадско-ливийской границе ко Дню ливийской революции.
Иностранный военный опыт также игнорировался, в частности не сохранился довольно богатый британско-французский опыт, который прививался ливийской армии до прихода в 1969 году к власти Каддафи. Надлежащие выводы из событий марта 1986 года ливийское руководство не сделало. В результате ВВС и ВМФ Ливии, несмотря на продолжающиеся до конца 1980-х годов закупки современной военной техники за рубежом, быстро утратили свою и без того слабую боеспособность. Именно это, в сочетании с резким уменьшением после 1989 года советской помощи Джамахирии, а также со введением ООН в 1992 году экономических санкций против Триполи привело к тому, что регулярные Вооружённые силы Ливии в начале 1990-х годов были ликвидированы и заменены Организацией вооружённого народа, состав и структура которой остаётся практически не понятой и не исследованной.

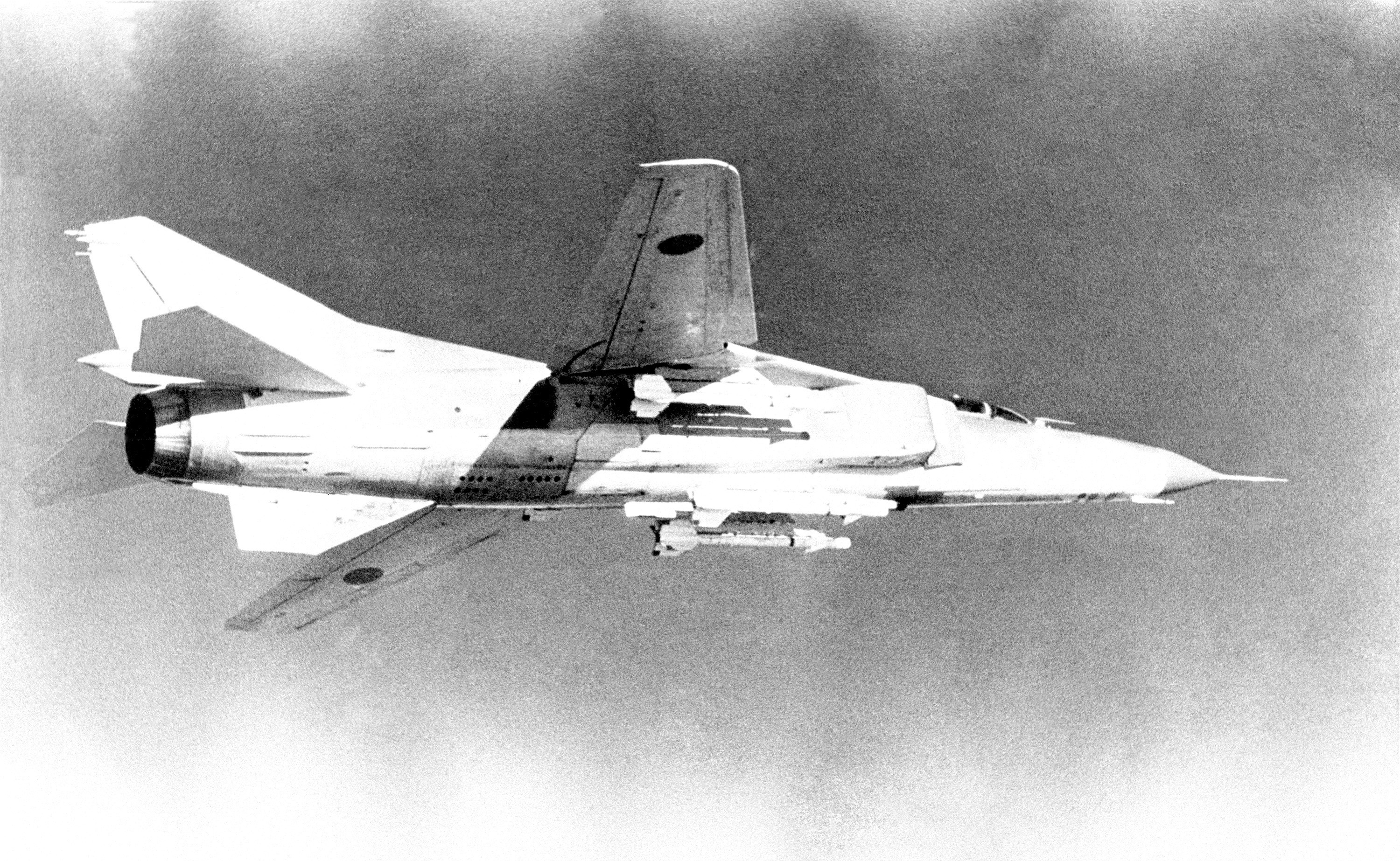
Абсолютно безответственное отношение всех категорий ливийских военнослужащих к учёбе очень часто приводило к различным происшествиям. Причиной большинства авиационных аварий и катастроф было лихачество и воздушное хулиганство ливийских лётчиков

На примере военных лётчиков это можно выразить следующим образом. В подготовке ливийских авиаторов происходили инциденты с летальным исходом, когда перед этим, советник буквально требовал от ливийского руководства чтобы те хоть как-то повлияли на своих подчинённых и заставляли их уж если не слушаться, то хотя-бы прислушиваться к советам. Не помогало в данном случае ничего — ни обращения к непосредственному ливийскому начальству, ни к вышестоящим столичным военачальникам. Гибель обучавшихся лётчиков из-за халатного отношения ливийцев к учёбе была неоднократным явлением, тем не менее, выводов (в ливийских офицерских кругах) не делал никто, и обещания «навести порядок», данные ливийским руководством, по сути оставались лишь обещаниями (хотя сам Каддафи, порой, изъявлял желание лично понаблюдать за результатами подготовки своих молодых «соколов» во время контрольных зачётов). При этом очень часто вину за лётные происшествия пытались свалить на советскую сторону. А так как расследованием подобных происшествий в Ливии никто не занимался, доходило до того, что советским специалистам приходилось вылетать на места авиакатастроф и самим разбираться в обстоятельствах случившегося, опрашивать очевидцев инцидентов с тем, чтобы «оправдать» советскую технику, которая к произошедшему не имела никакого отношения. Всему виной был так называемый человеческий фактор: «За время моей командировки из-за недоученности не погибло ни одного лётчика, не случилось ни одного лётного происшествия. Причиной большинства аварий и катастроф было лихачество и воздушное хулиганство ливийских лётчиков». Отличия в организации работы военной авиации в Советском Союзе и в Ливии были весьма ощутимы для всех прибывших из СССР авиационных специалистов. Так, если в ВВС СССР, все предпринимаемые шаги и решения строго регламентировались и документировались, то ливийские авиаторы считали составление и ведение документации пустой тратой времени. Аналогичным образом они относились к инструкциям, полученным от советских наставников. Воздушное лихачество среди ливийских пилотов было в порядке вещей, что нередко заканчивалось трагически.
У советских лётчиков складывалось впечатление, что понятие безопасности полётов для Военно-воздушных сил Ливии отсутствовало как таковое. Довольно часто они настаивали на обучении курсантов таким воздушным фортелям, которые советские специалисты настоятельно не рекомендовали им делать.
Весной 1982 года в Триполи прилетел генерал-майор В. Харитенко, возглавивший группу авиационных специалистов в Ливии, общая численность которой вместе с семьями, принимая во внимание рассредоточенность по базам ливийских ВВС, насчитывала около пятисот человек, из которых около шестидесяти человек составлял лётный состав, остальные — технический состав, специалисты средств обеспечения, члены семей. Прилетая на базы, В. Харитенко решал самые разные вопросы: начиная от качества освоения авиационной техники и боевой подготовки ливийских лётчиков и заканчивая техническим состоянием авиапарка. Приходилось заниматься и вопросами дисциплины, бытовых условий советских специалистов, их семейных проблем. Нередко Харитенко приходилось разрешать конфликтные ситуации. Не всегда ливийская сторона обеспечивала советским авиационным специалистам достойные условия для жизни. Делалось это не специально и не по злому умыслу, а в силу своей довольно специфической ментальности и других проблем, в первую очередь, безалаберности ливийского руководства. Тем не менее, старший группы советских авиационных специалистов, практически ежедневно лично летал как с командным составом ливийских ВВС, так и с ливийскими курсантами на спарках МиГ-21 и МиГ-23, обучая их пилотированию, стрельбе по воздушным и наземным целям, а также бомбометанию и другим воздушным манёврам. Несмотря на довольно непредсказуемый характер, ливийцы были очень способными учениками.
Расквартировка и бытовые условия
Вопросы расквартировки, тылового обеспечения и прочие, порой приходилось решать с местной стороной в неформальном порядке. В целом же, они выполнялись в соответствии с контрактными обязательствами: предоставлялось хорошее жильё и создавались нормальные социально-бытовые условия.
В столичном районе Тарик-аль-Матар, где с конца 1970-х годов стал размещаться аппарат СГ СВС, для всех советских специалистов и членов их семей были открыты: клуб, начальная школа для детей, гостиница для вновь прибывших, столовая для специалистов, проживающих без семей, медпункт. При этом персонал клуба, гостиницы, столовой и медпункта набирался из жён специалистов за счёт местной стороны. А шеф-повара в столовую за свой счёт присылала Москва. Аналогичным «набором» социально-культурных объектов в местах проживания располагали почти все коллективы СВС, находящихся на территории Ливии. Всем предоставлялись прекрасные современные медицинские услуги. Многие жёны советских специалистов, забеременев, оставались рожать в местных условиях. И те из них, кто уже рожал на Родине, говорили, что нормальные дородовые, родовые и послеродовые условия в Ливии не шли ни в какие сравнения с такими же условиями в Советском Союзе.
Все военные специалисты и члены их семей, где бы они ни располагались, имели по согласованию с местными военными властями возможность на транспорте местной стороны выезжать на приемлемую удаленность от места проживания на отдых в природные зоны и к морскому побережью, а также на экскурсии в исторические места.
Условия проживания советских специалистов и членов их семей были прекрасными (семьи, однако, приходилось эвакуировать в случае интенсификации военных действий и вражеских авианалётов). Семейным предоставлялись современные квартиры в жилых домах или коттеджах со всеми удобствами, мебелью, кухонным гарнитуром и, очень часто, с телевизором.
О телевидении. Местное ТВ не привлекало внимания прибывших специалистов. Разве, что со стороны переводчиков-арабистов для совершенствования языковых навыков. А вот итальянское ТВ следует рассматривать отдельно. От прибрежной линии Ливии до южной оконечности Апеннинского полуострова всего около 800 км. С весны до осени (в привычном понимании этих сезонов) зеркальная гладь спокойного Средиземного моря становится превосходным отражателем телевизионных волн. И тогда всё итальянское телевидение прекрасно отображается на ливийских телеэкранах. Советские специалисты-электронщики — настоящие знатоки своего дела — их умелыми руками была создана телеантенна с отражателем-решёткой от бытового холодильника, на неё устанавливался антенный усилитель, сделанный этими же руками, и передачи итальянского телевидения круглый год шли на ливийском телеэкране.
Обмундирование
Офицерам, служившим при частях и соединениях ливийской армии, на кораблях ливийского флота, выдавалась ливийская полевая (или военно-морская) офицерская форма, без знаков различия и каких-либо опознавательных знаков вообще.
Оплата труда советских военных специалистов и оргвопросы
Каддафи платил за советское оружие и подготовку специалистов нефтью и долларами, причём весьма щедро. Как сообщает генерал-майор Н. А. Тараненко (старший Группы советских военных специалистов в Ливии с 1977 по 1979 годы), за его пребывание ливийцы ежемесячно платили $30 тыс. через Посольство СССР в Ливии Министерству обороны СССР. Сам же он получал на руки лишь 70 ливийских динаров — $184 по официальному курсу тех лет (то есть в 163 раза меньше того, что выплачивалось из ливийской казны за его работу). Остальные специалисты получали и того меньше, и то, в чеках Внешпосылторга, а не наличными. Труд офицеров НАТО из Франции и Италии, работавших в Ливии с советскими военными, оплачивался по такому же тарифу (ок. $30 тыс. в месяц), только получали жалованье они напрямую и в полном объёме, без посредников в лице их национальных военных ведомств и без удержания суммы в размере полутора сот окладов (без посредников получали зарплату и приезжие из других соцстран). Французы выполняли те функции, которые были оговорены при подписании контрактов, и им в голову не приходило, к примеру, работать сверхурочно, или под вражескими бомбёжками. При этом, сами они ремонтом техники не занимались, если только это не было прямо предусмотрено контрактом. Советские офицеры, по привычке, брались за каждую поломку и неисправность. Поэтому, советским военным специалистам приносили даже неисправную бытовую технику, в том числе, видеомагнитофоны, которые отказывались ремонтировать в местных радиомастерских. И советские «технари», порой без схем, приводили её в порядок.
Из-за отношения ливийцев к любой технике вообще поломки случались часто. К примеру, советские самолёты, стоявшие на открытых площадках аэродромов, заносило песком, и никто не пытался навести порядок, очистить технику от слоя песка. Причиной такой небрежности была надёжность советских самолётов, которые летали в любых условиях и были неприхотливы в обслуживании. Французские «Миражи», для сравнения, были куда более капризны. При заключении контракта на их поставку сразу оговаривалось, что самолёты должны храниться исключительно в специально оборудованных ангарах. В противном случае, французская сторона снимала с себя всякую ответственность за возможные поломки и неисправности.
В работе с ливийской стороной имели важное значение вопросы организационного характера — ливийцы принципиально не хотели вникать в детали, поэтому зачастую, условий для работы приехавшим специалистам не создавали — важно было оговорить эти вопросы заранее, так как в дальнейшем возникал риск работать голодными, без крова над головой. Даже при том, что Ливия оплачивала всё в полном объёме СССР — специалисту, работающему под палящим солнцем, без воды, питания и ночлега, от выполнения Ливией своих государственных обязательств проще не становилось. В этой ситуации, от руководства с советской стороны требовалось проявить принципиальность, и тогда все необходимые условия для работы ливийской стороной создавались. Советские гражданские специалисты, работавшие на строительстве различных объектов Ливии жили в более тяжёлых условиях, чем военные, без каких-либо бытовых удобств, изнывая от жары, и весьма скудно питаясь — так как у них не было надёжных покровителей в лице руководства аппарата ГВС.
Отношение к советским специалистам, как иностранцам
Прибывшим в страну иностранным гражданам выдавали ливийские паспорта (битака), в которых, среди прочего, наличествовала сноска мелким шрифтом на арабском языке: «Наёмная сила — одна из разновидностей рабов». То есть формально, советские военные специалисты, считались там наёмной силой. Ливийцы самих себя считали выше всех иностранцев (советскому посольству было некогда возражать против таких мелочей).
Даже в официальной переписке с советской стороной ливийские военные для направления в страну советских специалистов использовали слова и обороты, которые при буквальном переводе звучали как «получить, предоставить взаймы, в аренду», что вынуждало советских переводчиков прикладывать немало усилий при переводе на русский язык и придания просьбам ливийской стороны принятой в советской системе, более деловой и современной формы.
Соответственно, ливийцы рассматривали советских военных только как наёмников, которые помогают овладеть техникой и не более того. Просивший не упоминать его имени бывший пилот ВВС, в 1980—1990-х г не раз бывший в командировках в Ливии, сообщил что ливийцы относились к советским специалистам с нескрываемым презрением: «По социальному статусу мы для них были рабы-наёмники». Полковник М. В. Разинков в своих воспоминаниях отмечает, что по приезде на работу, советских специалистов считали «по головам», словно мелкий рогатый скот, напоминая тем самым, что в этой стране их мнение имеет не очень большой вес. Такие настроения, во многом, подогревались и самим Каддафи. В своих многочисленных выступлениях он, обращаясь к нации, неоднократно заявлял, что если раньше ливийский народ «горбатился» на иностранцев, то теперь: «Я купил их для вас…», — и далее следовал широкий барский жест рукой в сторону стоявших рядом с трибуной советских офицеров. Отчасти из-за этого, отчасти в силу других причин, за глаза Каддафи называли «Мухомором» («морил» советских военных своей принципиальной непунктуальностью — многочасовым ожиданием прибытия его персоны в жару под палящим солнцем). Но подобные издержки местного руководства по отношению к СВС, порой, хорошо компенсировались. За особые успехи в освоении техники и другие заслуги, советским специалистам, как гражданским, так и военным, преподносились солидные подарки в виде цветных японских телевизоров, музыкальных центров, видеоаппаратуры, дорогих часов и прочих дорогих подношений, диковинных для простых советских граждан. Можно было получить и благодарственное письмо от ливийского командования, которое, впрочем, не представляло собой какой-либо материальной ценности. Следует, однако, уточнить, что по возвращении в СССР, полученные подарки иногда конфисковывались.
В сравнении с отношением ливийцев к гражданам других стран, работавших в Ливии, отношение к советским гражданам было ещё относительно благосклонным, что проявлялось и в быту, и в служебных вопросах. В значительной степени, это было обусловлено общей эрудированностью и профессионализмом советских офицеров, и довольно широким кругом вопросов, в которых они разбирались без особого труда. Ливийские военнослужащие, непосредственно соприкасавшиеся с советскими военными специалистами, ценили их значительно выше аналогичных западных специалистов, не говоря уже о специалистах из стран Азии. В арабское понятие «хабир» (араб. خبير‎), по отношению к советским специалистам, ливийцы вкладывали исконное значение этого слова: «специалист, эксперт, сведущий, разбирающийся». По словам В. Шлямова, грамотных специалистов ценили, рассуждая меж собой об их высоком профессиональном уровне и широте кругозора: «Русскому задай вопрос по любой теме — ответит. А другие — югославы, индусы, поляки, — кроме своего дела, ничего не знают».
По мере успехов в деле укрепления обороны страны, возрос и статус Главного военного советника в неписаной иерархии. На заключительном этапе пребывания генерал-майора Н. А. Тараненко в Ливии, у него установились дружеские связи с Каддафи и тот часто приглашал генерала в поездки по стране, предлагал Тараненко остаться в стране столько, сколько он сам захочет. Предлагал договориться обо всём с Л. И. Брежневым и т. п.
Языковые сложности и специфика работы переводчиков
Ливийские военнослужащие среднего и младшего офицерского состава практически все заканчивали советские военные учебные заведения, поэтому с ними советникам было общаться проще, так как они почти все знали русский язык. Но все занятия в Ливии проводили с ними через переводчиков на арабском языке.
По контрактным обязательствам обе стороны — и советская, и ливийская — поровну должны были обеспечивать деятельность СВС переводчиками. Но местная сторона в этом направлении почти полностью свои обязательства не выполняла. Очень редко в местной воинской части можно было встретить ливийского переводчика. Да и при наличии оного, специалисты не в полной мере могли реализовать свои запросы. Советская сторона, напротив, старалась как можно более полно удовлетворить потребности СВС в своих переводчиках, считая, что переводчики в условиях загранкомандировки не просто технические единицы, перекладывающие мысли с одного языка на другой, а, в первую очередь, глаза и уши любого специалиста, всей Группы СВС, да и всей советской военной колонии в целом. С советской стороны укомплектованность доходила до 90 %: костяк составляли выпускники Военного института иностранных языков. Кроме них направлялись выпускники и студенты университетов: Московского, Ленинградского, Ереванского, Бакинского, Ташкентского, Душанбинского, как призванных в ВС СССР, так и гражданских. Но советских переводчиков-арабистов всё равно не хватало. Кроме того, прежде чем проводить практические занятия с ливийскими подсоветными, советнику нужно было предварительно подготовить по теме самого переводчика, ознакомив его со специальной терминологией и основами боевого применения конкретного рода войск, либо вида вооружённых сил, попутно введя в курс относительно применяющихся сил и средств, чтобы, в дальнейшем, он мог грамотно довести до слушателей изучаемый вопрос.
Операции иностранных разведывательных и других специальных служб против советских специалистов
В Триполи и других крупных городах, на постоянной основе и в командировочном порядке работало большое количество оперативных сотрудников и внештатной агентуры западных разведывательных и специальных служб — американских, английских, французских — в силу чего, советским военным специалистом приходилось планировать свои перемещения в индивидуальном порядке и в группах, чтобы избежать похищения или покушения со стороны иностранной агентуры, проводились соответствующие инструктажи. Опасения были не напрасны — так, однажды, планировался крупный теракт в Бенгази — нападение на СВС, согласно плану которого, предусматривалось расстрелять автобус с советскими офицерами при следовании на службу. Тем не менее, ливийская контрразведка была начеку и смогла предотвратить этот теракт. Потом во всех крупных городах заговорщиков повесили публично на площадях как врагов народа. Казнь показывали по центральному ливийскому телевидению, в одном из городов, ввиду непогоды, заговорщиков вешали в школе в спортивном зале. По свидетельству непосредственного очевидца, на зрелище публичной казни приходило смотреть так много народу, что встать было негде. При этом все скандировали: «Смерть врагам народа!»

## Переформирование группы
К началу 1990-х годов в Ливии формально не осталось советских специалистов. После серии терактов, в организации которых обвинили Ливию и лично Каддафи, Совет Безопасности ООН ввёл санкции против Ливии, и иностранные военные специалисты формально покинули страну. В действительности, не менее четырёх — пяти тысяч военных специалистов — граждане России, Белоруссии, Украины, Казахстана — уволившись из Вооружённых Сил уже не существующего СССР, продолжили работу в Ливии в качестве вольнонаёмных (гражданских) специалистов.
Из-за бюрократизма, царившего в 10-м Главном управлении ГШ ВС СССР, специалистам впоследствии представлялось затруднительным доказать органам социального обеспечения своё право на льготы: В личном деле не было никаких отметок, как не было их и в удостоверениях личности офицеров.